# Борис Секулић
Борис Секулић (слч. Boris Sekulič; Београд, 21. октобар 1991) словачки је фудбалер српског порекла који тренутно наступа за Горњик из Забжеа. Игра на позицији одбрамбеног играча.

## Успеси
Кошице
- Куп Словачке (1) : 2013/14.[5]
- Суперкуп Словачке: (финале: 2014)[6]

 Слован Братислава
- Куп Словачке  (2) : 2016/17, 2017/18,[7] (финале: 2015/16)[8]

 Словачка
- Куп краља Тајланда  (1) : 2018.[9]